# Casa de la Vila de Torà
Casa de la Vila de Torà, antic Hospital dels Pobres, és un monument protegit com a Patrimoni Arquitectònic Català del municipi de Torà (Solsonès).

## Descripció
Es tracta d'un edifici renaixentista construït a base de filades de carreus regulars que presenta dos cossos ben diferenciats. A la planta baixa trobem dues portades d'accés, una dovellada amb arc de mig punt i porta de fusta de doble batent i l'altra resctangular amb una motllura llisa a tres nivells i un escut amb una mà al centre. Damunt d'aquesta segona porta hi ha un frontó triangular amb una data esculpida amb la inscripció "ANY 1589" i al centre "IHS". Aquesta porta és l'únic vestigi de la capella dels Sants Màrtirs. Al primer pis tres finestres rectangulars amb ampit i una motllura esgraonada llisa. El segon pis mostra una galeria amb 10 finestres d'arc escarser, recolzades damunt una cornisa llisa. Encapçalant l'edifici podem veure una cornisa amb una sanefa dentada que ressegueix tota la façana. Aquest edifici ha estat molt intervingut al llarg dels anys, però tot i així manté l'estètica dels palaus renaixentistes del s. XVI. A l'extrem oest hi veiem reconstruït l'antic Portal de la Vila que es va aixecar els segles xvi i xvii quan es va edificar la renglera de cases que tanquen la plaça del Vall per ponent.

## Notícies històriques
El duc de Cardona, Ramon Folc cedí a la demanda de la Universitat i jurats de la vila per a construir la Casa del Consell i la tenda del blat però a canvi es pactaren algunes condicions: "Els de Torà ens donaran i als nostres successors també, hereus del ducat de Cardona, cada any de cens dues gallines, rebedores el dia de Nadal començant l'any 1516. Les presentareu en la nostra casa de Torà al receptor dels drets nostres en la dita vila. Firmen amb el duc de Cardona, Antoni Soler, paraire de llana i Antoni Robiol, ambdós de la vila de Torà. Testimonis el magnífic Grau de Peguera, senyor dels castells de Torrelles i de Foix i Francesc Mediona, ciutadà de Tarragona." En un consell general del 26 de maig del mateix any el cònsol ordenà reformar l'hospital per a convertir-lo en Casa de la Vila. El 1936, durant la Guerra Civil, es destrossà la capella i es destruí el retaule. L'any 1980, amb el nou projecte d'ampliació de l'ajuntament, desapareix la capella, sols conservant la façana amb la porta.